# Dinaw Mengestu

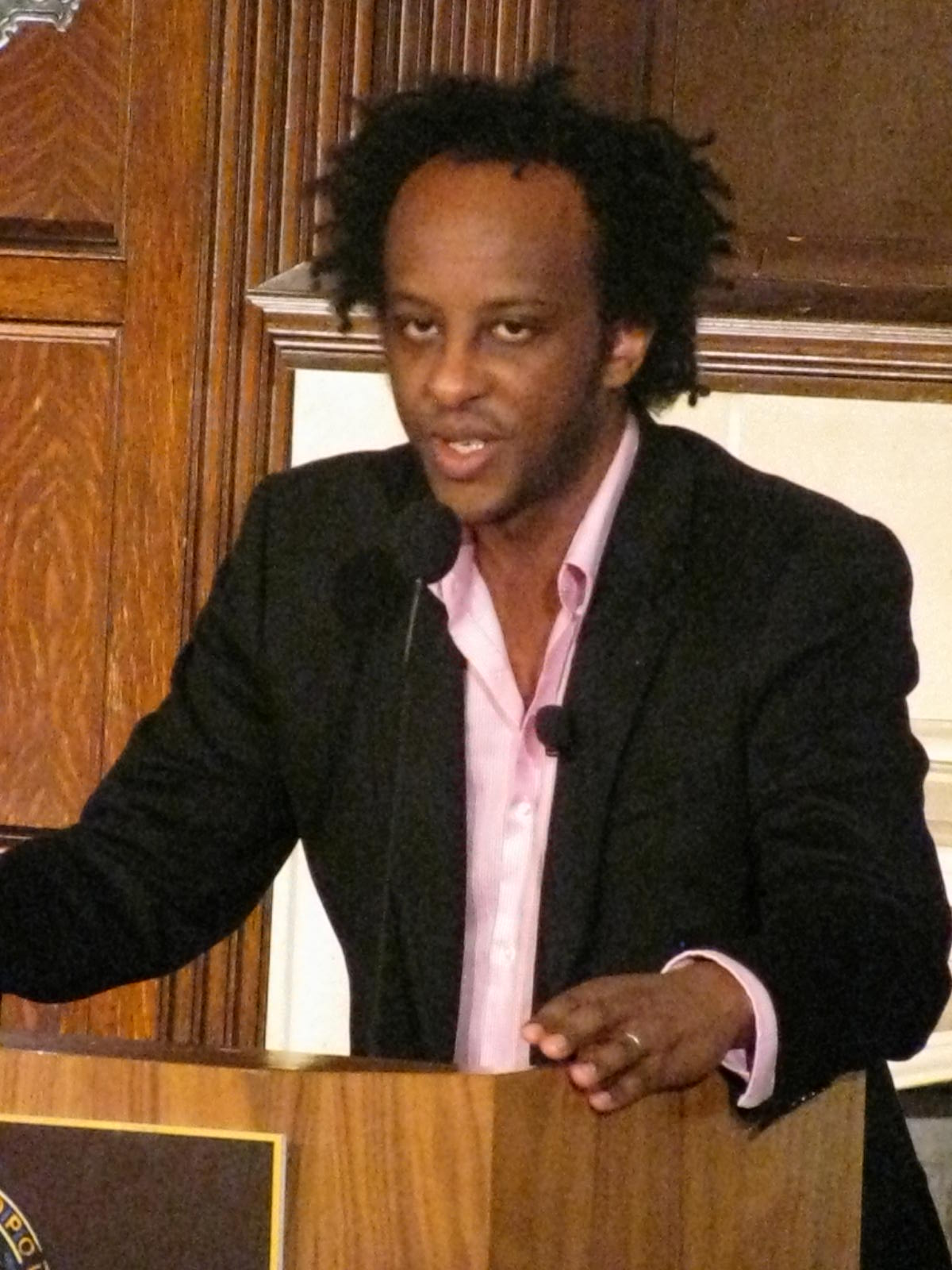
Dinaw Mengestu.

Dinaw Mengestu, född 30 juni 1978, är en etiopiskfödd författare från Washington DC. Han har skrivit artiklar för Rolling Stone och Harper's. Han är bosatt i New York.
Hans debutroman från 2007 - utgiven i USA med titeln The beautiful things that heaven bears och som Children of the revolution i Storbritannien - var en av kandidaterna till Guardian First Book Award.

## Utgivet på svenska
- Att tyda luften (How to read the air) (översättning Helena Hansson) (Bonnier, 2012)